# Ontoteologia
Ontoteologia significa a ontologia de deus e/ou a teologia do ser. Refere-se a uma tradição de teologia filosófica primeiramente proeminente entre escolásticos medievais, como Duns Scot. Em certos usos, o termo é tido como se referindo à metafísica ocidental, no geral.
O termo "ontoteologia" foi cunhado por Immanuel Kant em conjunção directa com o termo cosmoteologia, de modo a ter-se uma distinção entre dois tipos divergentes de teologia transcendental.